# Unsub Records
Unsub Records (tên cũ Metamorphosis Music) là một hãng thu âm của Mỹ thuộc sở hữu của Capitol Music Group và được thành lập vào năm 2014 bởi ca sĩ Katy Perry.

## Lịch sử
Perry lần đầu tiên công bố kế hoạch ra mắt nhãn hiệu riêng của mình vào tháng 6 năm 2012. Cô đã nói với The Hollywood Reporter về cách quản lý nhãn hiệu này: "Khi hãng thu âm này thành hiện thực, tôi sẽ cố gắng tránh những điều làm mất đi bất kỳ cơ hội chiến đấu nào để một nghệ sĩ có được thành công về tài chính. Khi mọi người đến với tôi với những cơ hội, tôi nghĩ, 'Tôi muốn được đối xử như thế nào?'"  Vào ngày 17 tháng 6 năm 2014, Perry đã thông báo qua Twitter rằng cô đã ra mắt Metamorphosis Music với tư cách là một công ty con của Capitol Records, cùng với việc ký kết với Ferras. Logo của nhãn hiệu đã được tiết lộ vào cuối ngày hôm đó.
Năm 2016, tên của nhãn đã được đổi thành Unsub Records.
Vào tháng 7 năm 2017, Perry đã ký hợp đồng với CYN, người được giới thiệu với Perry thông qua DJ Skeet Skeet sau khi CYN gặp anh ấy tại một buổi diễn trong chuyến lưu diễn của Perry California Dreams Tour.

## Nghệ sĩ

### Hiện tại
- Ferras[2]
- CYN[5]

## Sản phẩm phát hành
| Nghệ sĩ | Năm  | Tên                                  | Loại    | Ngày phát hành           |
| ------- | ---- | ------------------------------------ | ------- | ------------------------ |
| Ferras  | 2014 | Ferras                               | EP      | Ngày 17 tháng 6 năm 2014 |
| Ferras  | 2016 | "Closer"                             | Đĩa đơn | Ngày 24 tháng 6 năm 2016 |
| Ferras  | 2016 | "Medicine (hợp tác với Raja Kumari)" | Đĩa đơn | Ngày 23 tháng 9 năm 2016 |
| Ferras  | 2018 | "Coming Back Around"                 | Đĩa đơn | Ngày 26 tháng 1 năm 2018 |
| CYN     | 2017 | "Together"                           | Đĩa đơn | Ngày 14 tháng 7 năm 2017 |
| CYN     | 2017 | "Only with You"                      | Đĩa đơn | 29 tháng 9 năm 2017      |
| CYN     | 2018 | "Alright"                            | Đĩa đơn | Ngày 2 tháng 3 năm 2018  |
| CYN     | 2018 | "Believer"                           | Đĩa đơn | Ngày 27 tháng 4 năm 2018 |
| CYN     | 2018 | "I'll Still Have Me"                 | Đĩa đơn | Ngày 21 tháng 9 năm 2018 |
| CYN     | 2019 | Mood Swing                           | Album   | Ngày 20 tháng 9 năm 2019 |